# ヴァルデンブルク (ホーエンローエ郡)
ヴァルデンブルク (ドイツ語: Waldenburg, ドイツ語発音: [ˈvaldn̩bʊrk]) は、ドイツ連邦共和国バーデン＝ヴュルテンベルク州ホーエンローエ郡に属す郡所属市。シュヴェービッシュ・ハルの北に位置する保養地である。

## 地理

### 市の構成
ヴァルデンブルクは、ヴァルデンブルク地区の他、オーバーシュタインバッハ地区（173人）およびザイラッハ地区（222人）からなる。（人口は、2006年3月31日現在）

## 歴史
ヴァルデンブルクは、1253年に初めて文献上で言及される。1330年にはすでに都市として記載されている。1553年、ホーエンローエ家の所領分割で、ヴァルデンブルクはホーエンローエ＝ヴァルデンブルク伯（後に侯）の宮廷所在地となった。三十年戦争の時代には、ペストと戦乱が人口を大きく減少させた。1806年にはライン同盟により、この都市はヴュルテンベルク王国領となり、1952年からはバーデン＝ヴュルテンベルク州の一部となった。

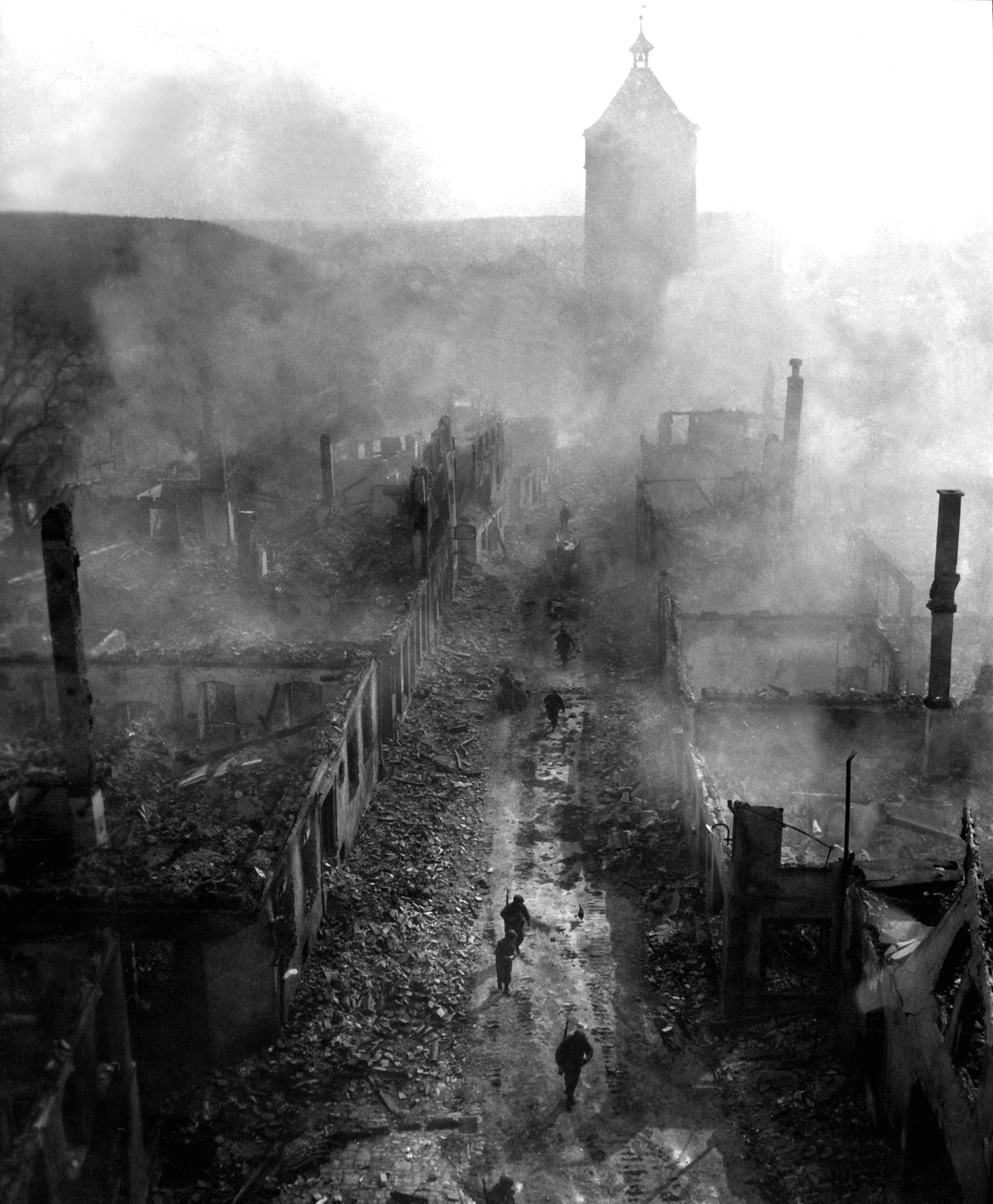
灰燼と化したヴァルデンブルク（1945年4月16日）

1945年4月、ヴァルデンブルクは、アメリカ軍の砲兵隊により、ほぼ完全に破壊され尽くした。これによりヴァルデンブルクは、近代性を考慮しつつも、歴史的な外観で再興された。
1971年1月1日にオーバーシュタインバッハと合併した。

### 宗教
ヴァルデンブルクには、プロテスタント、カトリック、新使徒教会の教会組織が存在している。カトリック教会は、プフェーデルバッハおよびブレッツフェルトの教会とともに一つの教区を形成している。

## 行政

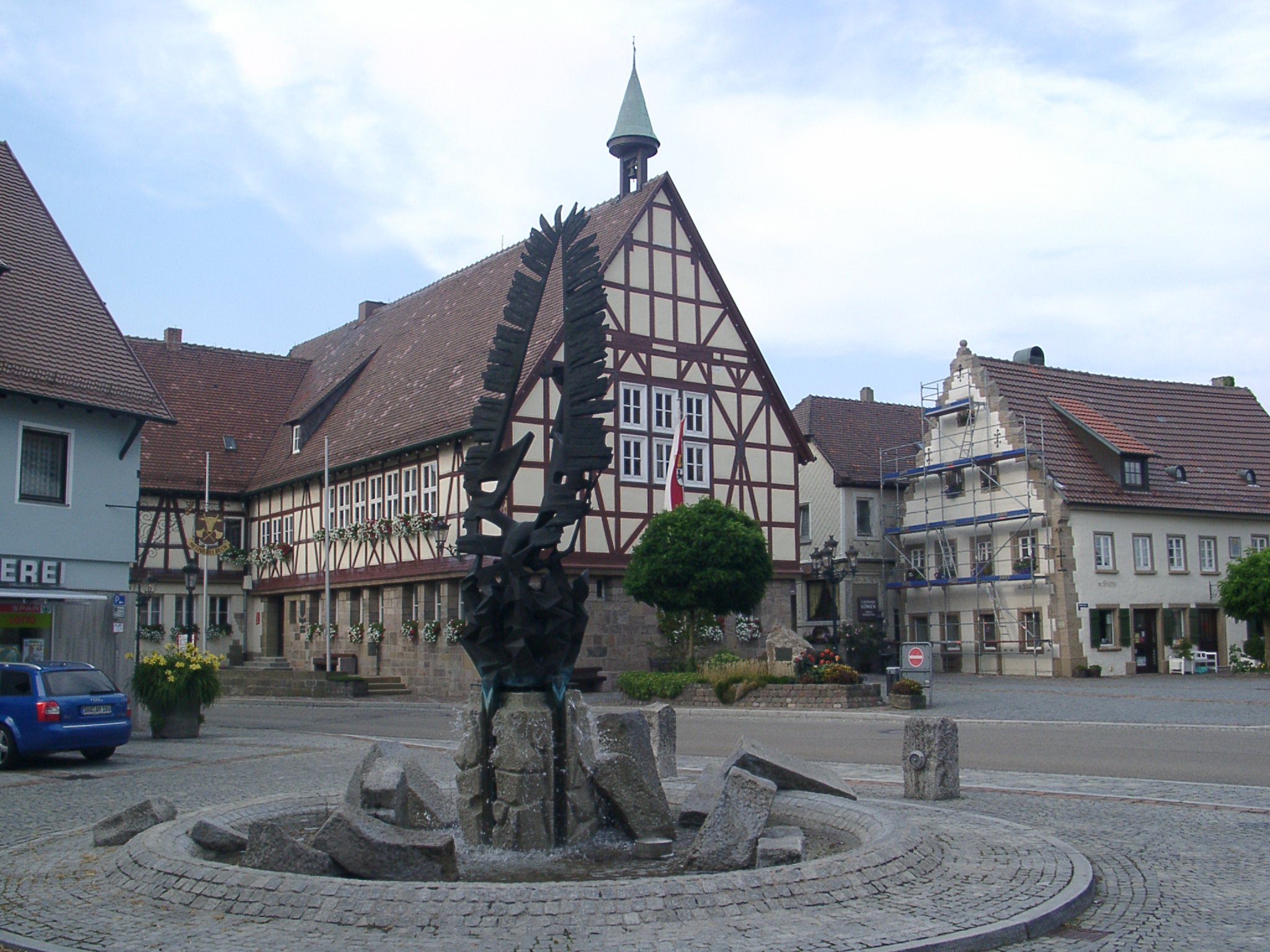
ラートハウス（市庁舎）

### 紋章
上下二分割。上部は金地で、緑の大地に3本の緑のモミの木。下部は銀地で、赤い舌や爪で威嚇しながら尾を下げてゆったりと歩む黒い獅子。
市の旗は、赤と白である。

### 友好都市
- Sierck-les-Bains（フランス、モゼル県）

## 経済と社会資本

### 交通
ヴァルデンブルクはアウトバーン A6号線および連邦道B19号沿いに位置している。
ヴァルデンブルクは、ハイルブロン・ホーエンローエ・ハル近郊交通のホーエンローエ鉄道 ハイルブロン - クライルスハイム沿線に位置する。ヴァルデンブルク（ヴュルト）駅には、2時間毎にハイルブロン - クライルスハイムを結ぶ地域急行が発着し、その合間1時間毎にエーリンゲン - シュヴェービッシュ・ハル＝ヘッセンタール間の通勤・通学列車が運行している。

## 文化と見所

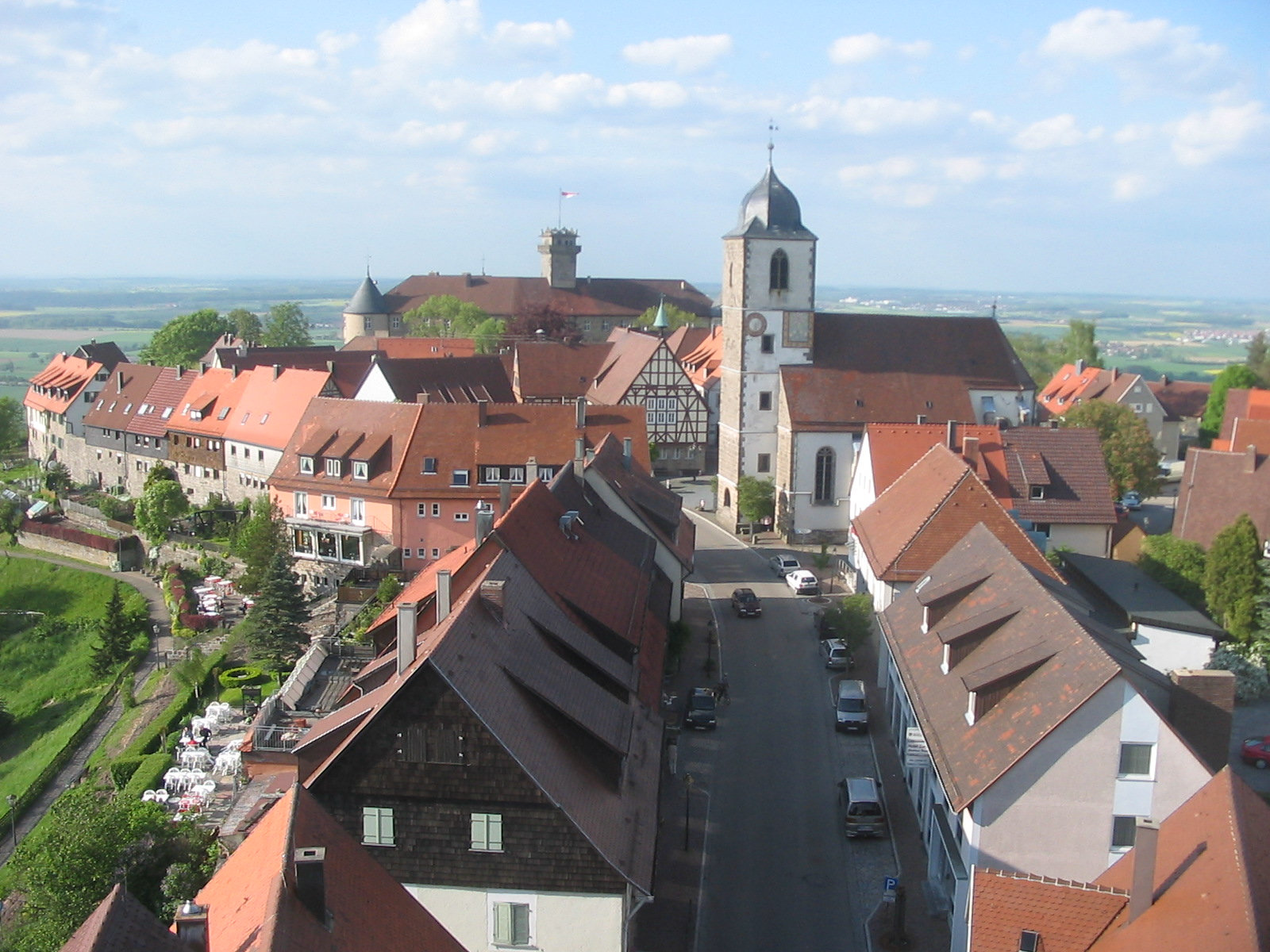
ベルクフリート（主塔）からのヴァルデンブルクの眺め

### 博物館
- ヴァルデンブルクのラートハウス（市庁舎）内には、前史時代の出土品を展示した博物館がある。
- 城館には、1971年から、中世前期からの印章を集めた博物館がある[4]。

### 建築

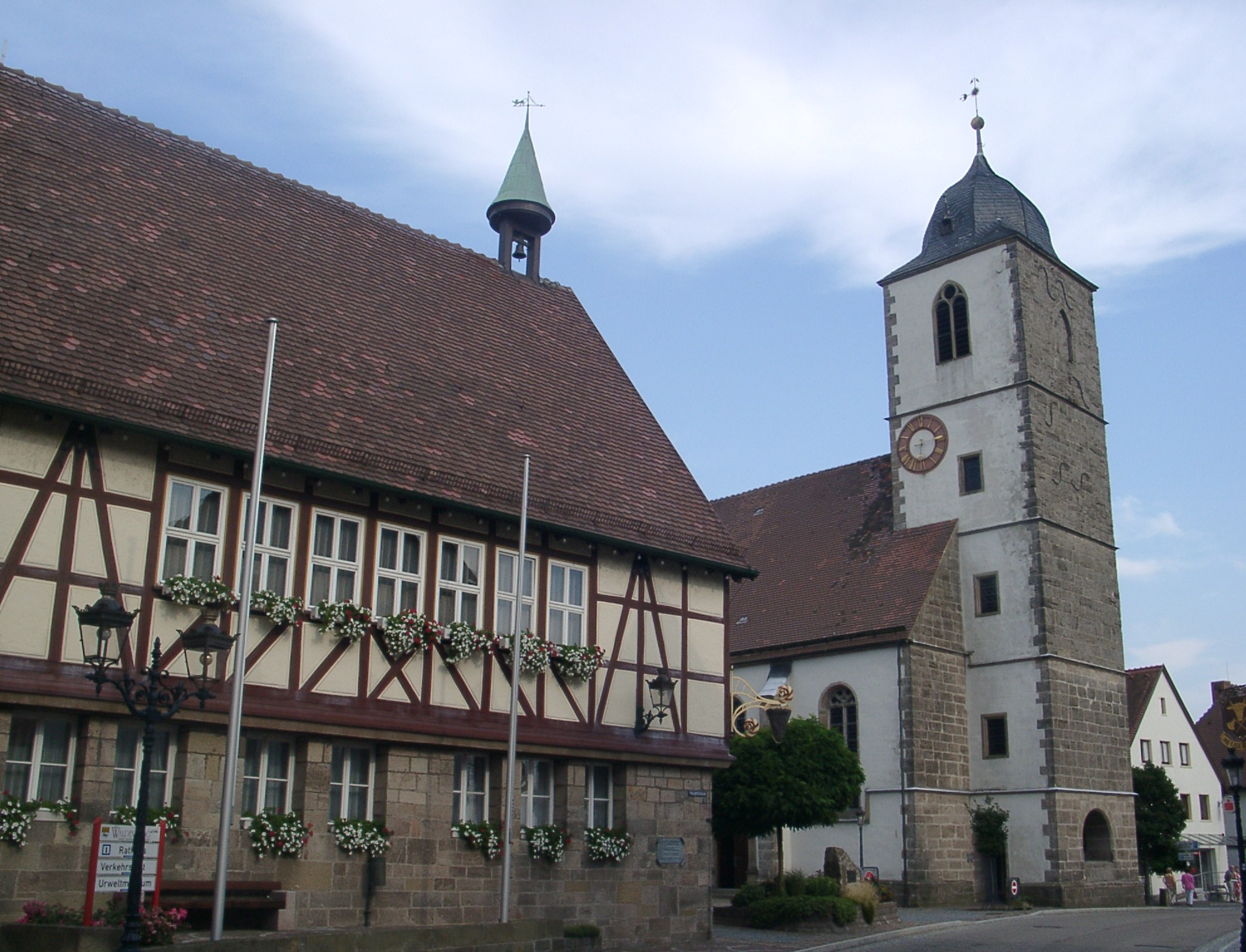
教会

- 城館
- 教会
- ベルクフリート（主塔）

#### 放送塔
南西ドイツ放送はヴァルデンブルクにラジオとテレビのネットの送信塔を運営している。南西ドイツ放送は、2008年に約3km離れたフリードリヒスベルク山の上に新しく高さ150mのヴァルデンブルク＝フリードリヒベルク送信塔に切り替える予定である。新しい送信塔の建設は2006年7月に開始した。

## 文献
- Karlheinz Englert: Waldenburg. Bild einer Stadt in Hohenlohe. Waldenburg 2000

## 引用
1. ↑  Statistisches Landesamt Baden-Württemberg – Bevölkerung nach Nationalität und Geschlecht am 31. Dezember 2023 (CSV-Datei)
2. ↑  Max Mangold, ed (2005). Duden, Aussprachewörterbuch (6 ed.). Dudenverl. p. 828. ISBN 978-3-411-04066-7
3. ↑  Geschichte der Stadt Waldenburg
4. ↑   http://www.waldenburg-hohenlohe.de/data/siegelmuseum.php